# Grauer Glatthai
Der Graue oder Gewöhnliche Glatthai (Mustelus mustelus) ist ein maximal 1,65 Meter lang werdender Hai aus der Ordnung der Grundhaie (Carcharhiniformes). Er lebt küstennah im östlichen Atlantik von den Britischen Inseln bis nach Südafrika, in der südlichen Nordsee und im Mittelmeer in Tiefen von fünf bis 350 Metern, im östlichen Ionischen Meer bis in 650 Metern Tiefe.

## Merkmale
Graue Glatthaie sind schlank, die Kopfunterseite ist flach, die Augen sitzen nahe der Oberseite. Die kleinen Zähne sind pflasterförmig 

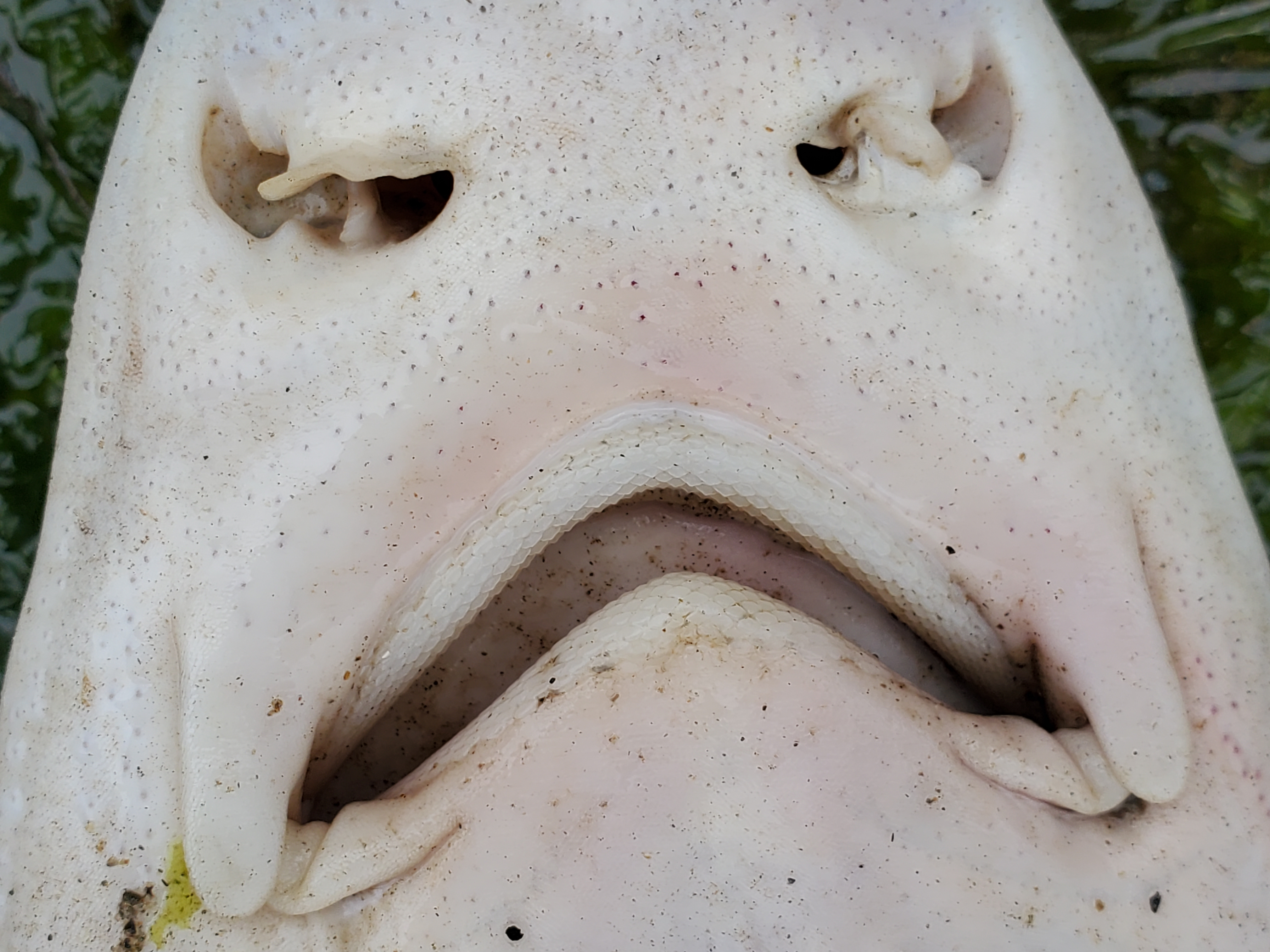
Kopfunterseite eines Grauen Glatthais mit typischem Pflastergebiss

und bilden keine Spitzen aus. Das Gebiss enthält im Oberkiefer 73–85 Reihen, im Unterkiefer 71–88 Reihen. Diese Zahnform kommt bei Haien nur bei der Gattung Mustelus vor. Die erste große Rückenflosse setzt über den hinteren freien Enden der breiten, dreieckigen, und relativ kleinen Brustflossen an. Die zweite Rückenflosse ist etwas kleiner, etwas hinter ihr beginnt die noch kleinere Afterflosse. Die fünf Kiemenspalten sind kurz, der Ansatz der Brustflossen beginnt unter der 4. und 5. Kiemenspalte.
Die Haie sind oberseits meist einfarbig graubraun, selten finden sich dunkle Punkte. Die Unterseite ist weiß. Die Unterseite der Brustflossen ist hellgrau und wird zum Brustflossenansatz hin weißlich.

## Lebensweise
Graue Glatthaie sind aktive Schwimmer, die einzeln, aber auch in großen, oft nach Körperlänge geordneten Gruppen leben. Sie halten sich vor allem bodennah über Schelfgebieten und Kontinentalabhängen auf. Ihr Nahrungsspektrum umfasst vor allem Krebstiere, aber auch Weichtiere, Stachelhäuter, Würmer und kleine Fische.
Die Haie sind lebendgebärend. Die Jungfische werden im Mutterleib von einer Dottersack-Plazenta ernährt. Nach einer Tragzeit von zehn bis 12 Monaten werden im Frühling oder Frühsommer vier bis 21 Jungfische geboren, die bei der Geburt 34–42 Zentimeter lang sind und mit einer Größe von 70 bis 112 Zentimeter geschlechtsreif werden.